# Neocercopis
Neocercopis is een geslacht van halfvleugeligen uit de familie schuimcicaden (Cercopidae). De wetenschappelijke naam van dit geslacht is voor het eerst geldig gepubliceerd in 1932 door Lallemand.

## Soorten
Het geslacht Neocercopis  is monotypisch en omvat slechts de volgende soort:
- Neocercopis kenokokana Lallemand, 1932